# Port de la Picada
El Port de la Picada és una depressió del Pirineu axial, entre els trucs de Bargàs i de la Picada (2.530 msnm), a les muntanyes que separen els termes de Viella i Mitjaran (Val d'Aran) i de Benasc (Alta Ribagorça). Té 2.460 m d'alt.